# Цвет воды

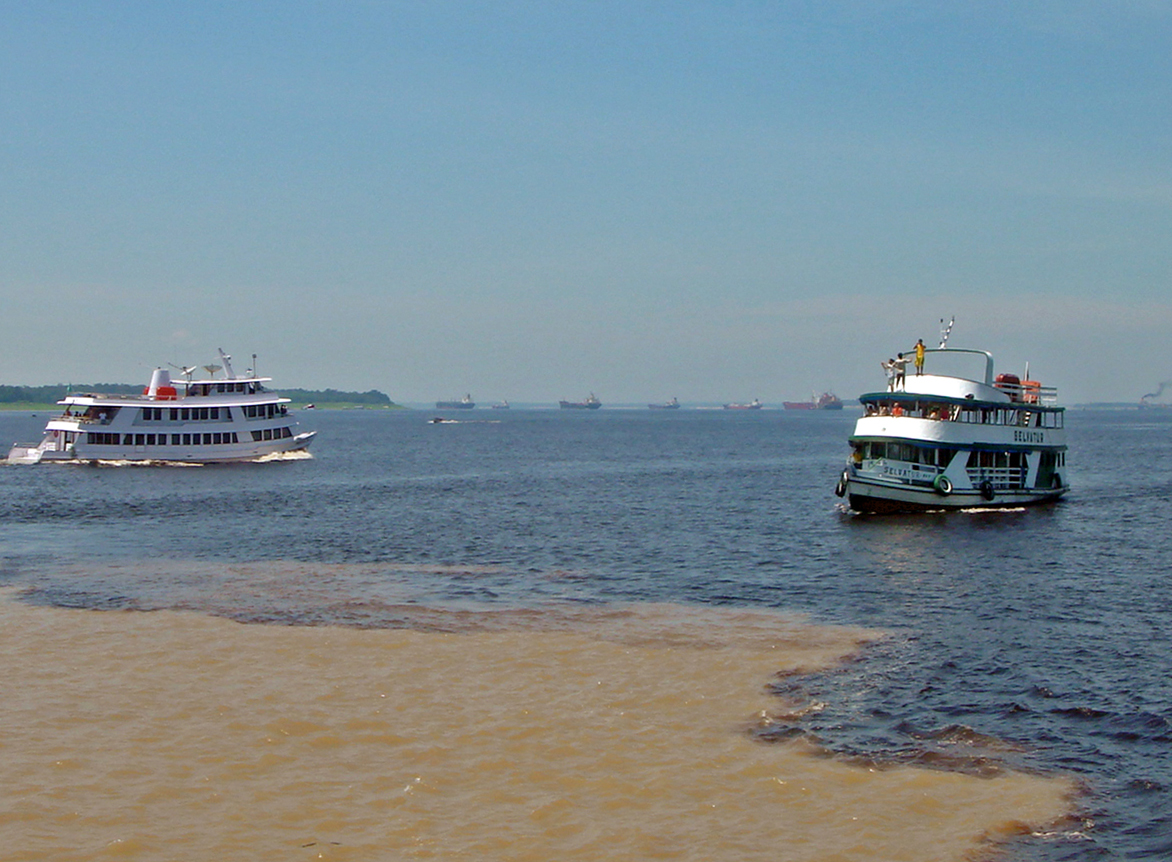
Слияние вод в Манаусе: воды Солимойнса имеют песочную окраску, а Рио-Негру — почти чёрную.

Цвет воды — воспринимаемый глазом окрас воды. Хотя небольшие объёмы воды кажутся прозрачными, при увеличении толщины образца вода приобретает голубой оттенок. Это происходит из-за внутренних свойств воды по селективному поглощению и рассеиванию света. Неоднородности, растворённые или присутствующие в воде в качестве взвеси, могут придать воде различный окрас.

## Истинный цвет воды

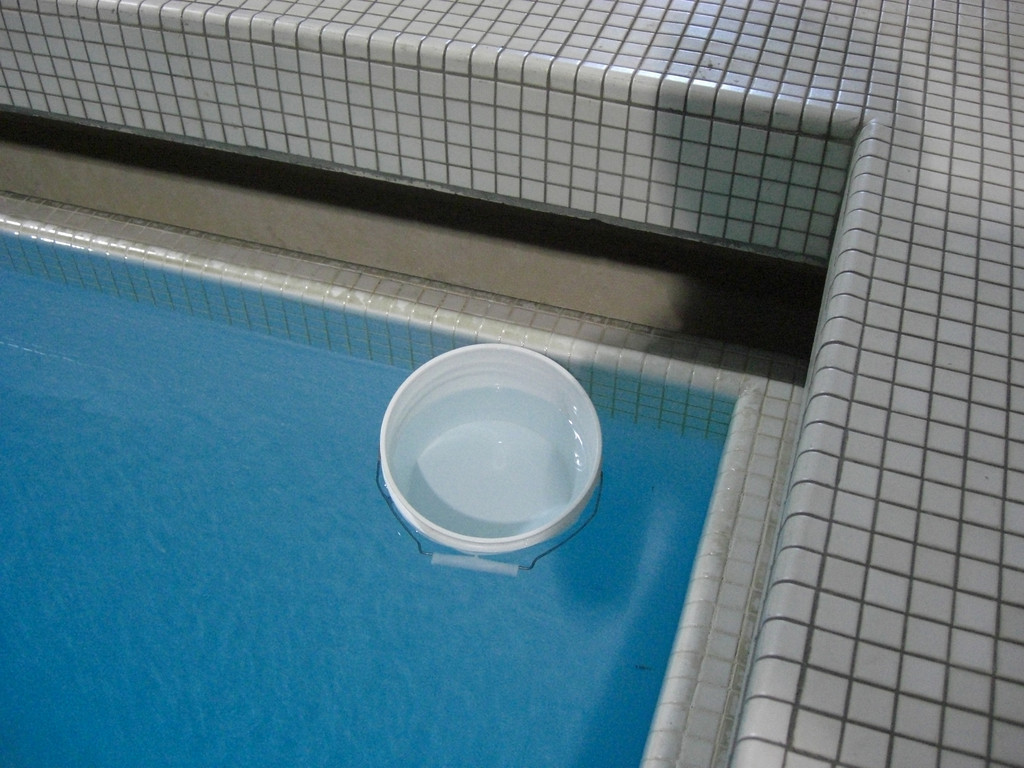
Вода в бассейне кажется голубой, однако та же вода меньшей толщины в ведре имеет более светлый оттенок

Цвет, присущий чистой воде, можно наблюдать, глядя на белый источник света через длинную трубу, заполненную водой и закрытую с обоих концов прозрачными окнами. Видимый голубой цвет является результатом рассеивания синей части видимой части спектра.
Молекула воды имеет три основные моды колебаний, включая две моды колебаний, при которых связь O-H растягивается или сжимается, и которые имеют частоты v1 = 3650 см−1 и v3 = 3755 см−1. Поглощение на частотах этих колебаний происходит в инфракрасном диапазоне спектра. За поглощение в видимой части спектра ответственна гармоника (обертон) v1 + 3*v3 = 14 318 см−1, что соответствует длине волны 698 нм.

## Речная вода

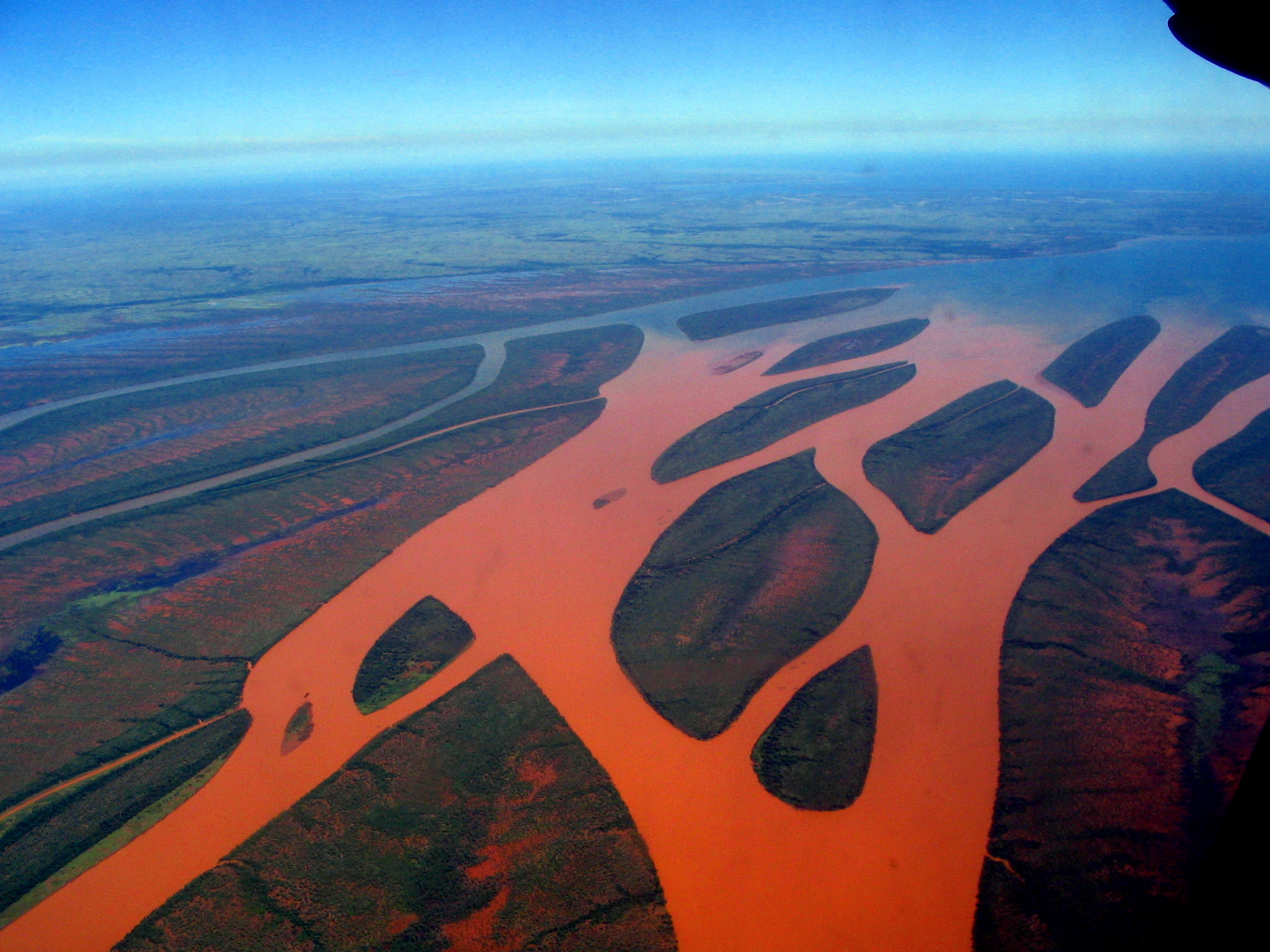
Красно-коричневый цвет воды в реке Бецибука на острове Мадагаскар

Поскольку в результате эрозии реки часто переносят седименты (взвешенные в воде частицы почвы или горных пород), цвет речной воды в значительной степени зависит от содержания в ней взвесей. В лимнологии выделяются следующие виды окраски речной воды:
- прозрачная (без цвета) — как правило у горных и высокогорных рек, питаемых талыми водами со снежников или ледников, текущими в граните или базальте
- жёлтая (жёлто-красная) — у равнинных рек и особенно пустынных рек, несущих большое количество песка, глины и прочих взвесей органического происхождения (например, нижние течения Тарима в Китае или Кубани в России)
- тёмная или чёрная[англ.], что особенно характерно для рек, протекающих в местности с густой древесной растительностью (например, в джунглях). Ярким примером является река Риу-Негру в Бразилии. Чёрная речка — распространённый топоним.
- белая (бело-серая) — кроме взвешенных частиц белый цвет воде придают пузырьки воздуха, когда вода пенится на порогах и в водопадах. В английском языке есть словосочетание «белая вода» (англ. white water), которое означает порожистые реки. Белая река — также популярный топоним.

В Японии в рыболовном хозяйстве распространена определённая шкала для описания пигментации воды «от карпа до форели», поскольку карп водится только в мутной воде, а форель только в прозрачной.

## Морская вода

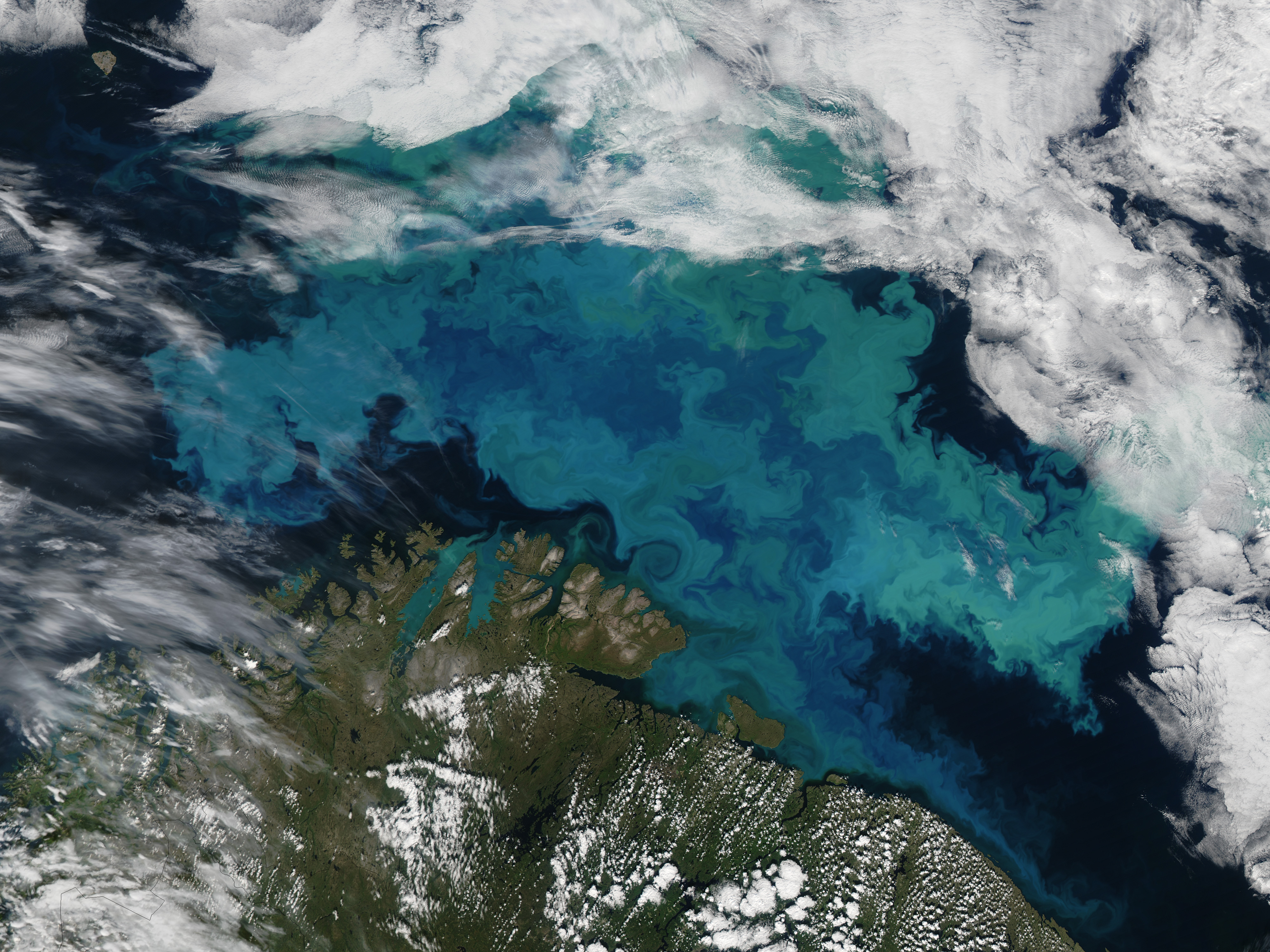
Цветение фитопланктона в Баренцевом море

Цвет моря, воспринимаемый глазами наблюдателя, зависит от цвета морской воды, цвета неба, количества и характера облаков, высоты Солнца над горизонтом, а также от других причин.
Важный компонент, поглощающий свет в океанических водах — это хлорофилл, используемый фитопланктоном для производства углерода через фотосинтез. Из-за хлорофилла фитопланктон больше поглощает в красной и синей частях спектра и отражает в зелёные длины волн. Поэтому морские воды с районами высокой концентрации фитопланктона будут иметь сине-зелёный и зелёный окрас, в зависимости от плотности популяции фитопланктона.
Вспышки популяции определённых видов водорослей ответственны за такое явление, как красный прилив, когда поверхность моря покрывается полосами красных оттенков.

## Лёд

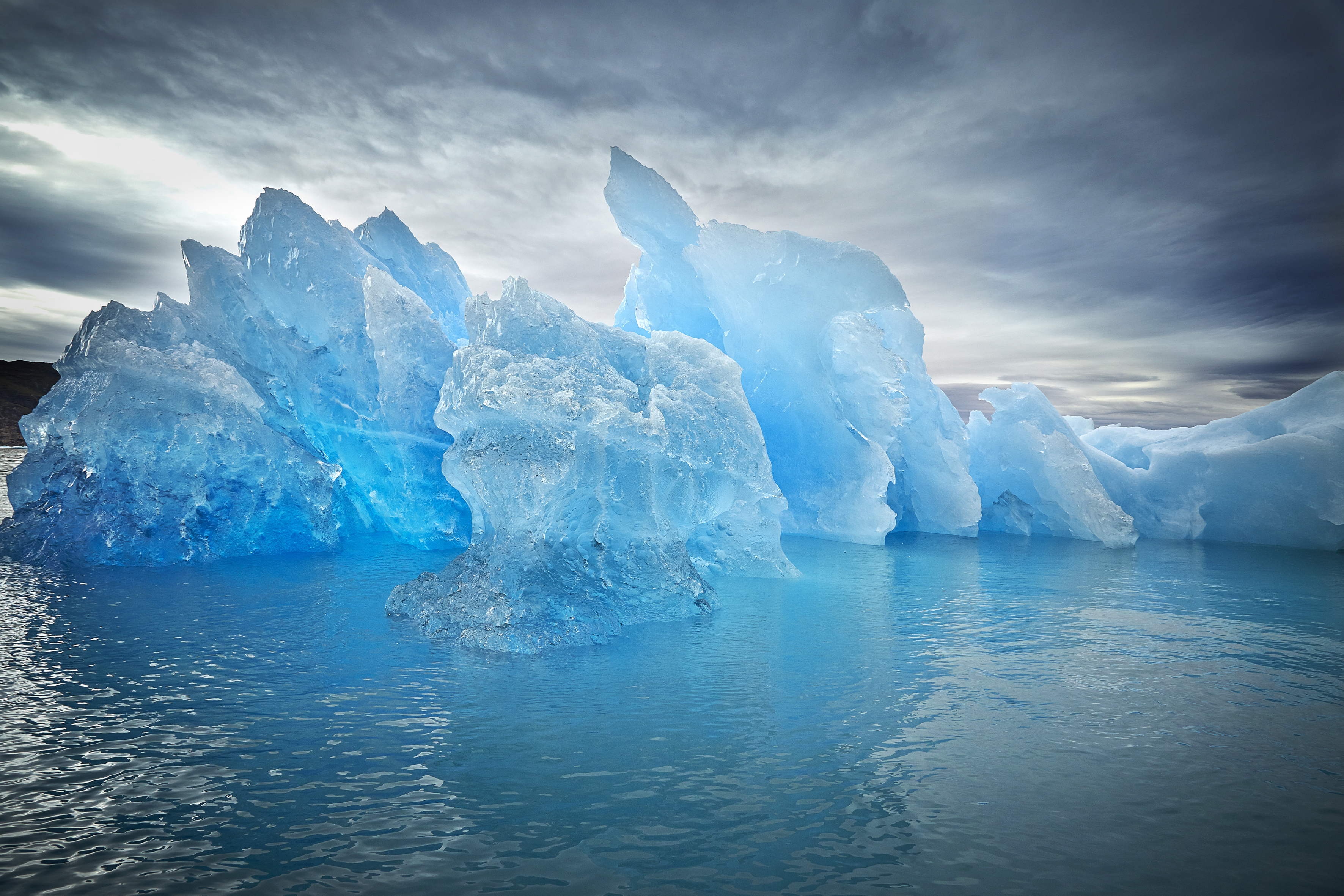
Голубой лёд у южных берегов Гренландии

Идеальный лёд прозрачен, но любые неоднородности приводят к поглощению и рассеиванию света и, соответственно, изменению цвета.